# Albert C. Barnes
Albert C. Barnes (Filadèlfia, 2 de gener de 1972 — Phoenixville, 24 de juliol de 1951) va ser un farmacèutic i col·leccionista d'art estatunidenc, conegut per la seva col·lecció d'art modern, especialment pintura francesa, i per fundar la Fundació Barnes a Pennsilvània el 1922. Es va enriquir amb el seu antisèptic argyrol i va dedicar-se a l'art després de 1913. Barnes va reunir obres de grans mestres com Renoir, Cézanne, Picasso i Matisse, i va escriure diversos llibres sobre teoria de l'art. La seva col·lecció va ser tancada al públic durant la seva vida, però es va fer accessible després de la seva mort en 1951.